# Ján Juriga
Ján Juriga (6. října 1889 Borský Svätý Jur – 18. července 1974) byl slovenský a československý politik a meziválečný senátor Národního shromáždění ČSR za Hlinkovu slovenskou ľudovou stranu.

## Biografie
Po parlamentních volbách v roce 1935 získal senátorské křeslo v Národním shromáždění za Hlinkovu slovenskou ľudovou stranu, respektive za Autonomistický blok, který vytvořila HSĽS a některé další opoziční formace. Mandát nabyl až dodatečně v roce 1937 jako náhradník poté, co zemřel senátor Ľudovít Labaj. V senátu setrval do jeho zrušení v roce 1939.
Profesí byl úředníkem státní nemocnice v Bratislavě.